# Стрип (комикс)

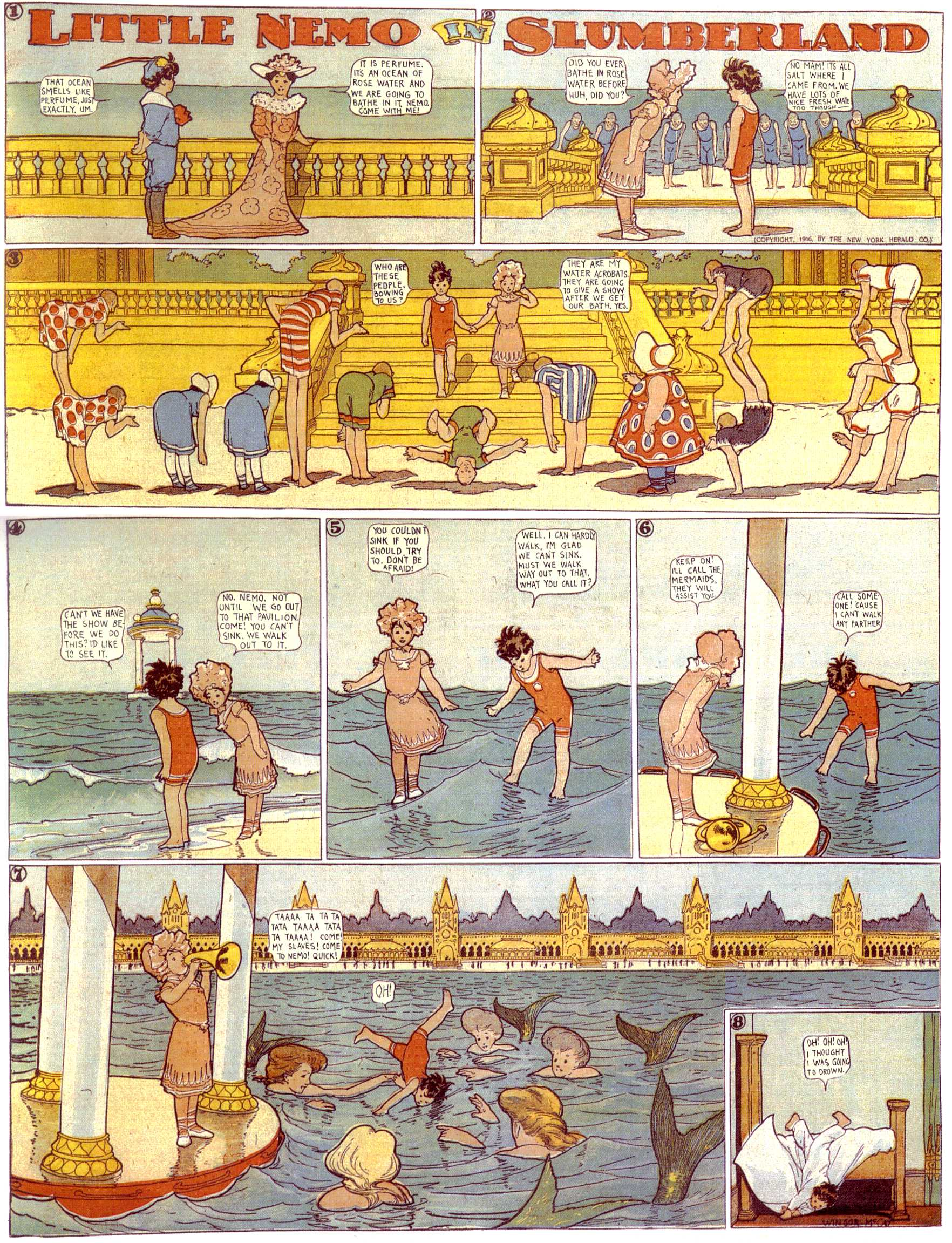
Little Nemo, стрип 19 августа 1906

Стрип (англ. Strip или англ. Comic strip — полоска, лента) — термин используется в технологии создания комиксов, который получил своё название из-за того, что представляет собой ленту из 2-4 кадров, выстроенных в ряд. Обычно кадры расположены горизонтально, но также могут быть в виде вертикальной полосы или квадрата.
Изначально появились в газетах, были расположены на последней странице.

## Технология

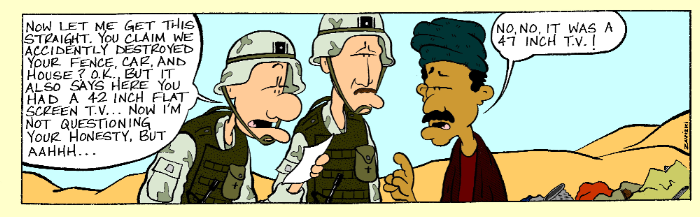
Пример горизонтального стрипа

Стрип из-за своей компактности очень удобны для печати. Их очень часто печатают в журналах и газетах. При этом тематика strip-comics разнообразна. Это могут быть шуточные стрипы или же, наоборот, остросоциальные.
Стрип позволяет автору предельно чётко выразить свою мысль. Основное отличие таких комиксов — полная свобода автора. Из-за того, что часто такие комиксы размещаются в интернете, то они могут быть нецензурными, содержать сцены насилия и эротику. Это связано с явным отсутствием интернет-цензуры. При этом используется способ графической передачи информации, что по мнению некоторых позволяет легче усваивать информацию.
В российской культуре стрипы появились совсем недавно, однако они быстро завоёвывают популярность среди молодёжи. Рост популярности связан с тем, что таким способом легче передавать смысл ситуации. Как правило, стрипы в России носят чисто развлекательный характер. Тематические стрипы направлены на конкретную аудиторию.
Способов рисовки стрипа два: ручной и компьютерный. Сейчас ручной способ рисовки практически не используется. В основном стрипы рисуют в компьютерных графических редакторах.
Преимуществом ручной рисовки является большая детализированность, глубина цвета и объёма. Компьютерные стрипы же, как правило отличаются простотой и больше внимания уделяют общему фону и настроению. Стрипы могут быть нарисованы как очень примитивно, с использованием простейших редакторов (например, Paint), так и с помощью мощных графических редакторов — выбор средства рисования остается за автором.
Стрипы, выложенные в интернете, относятся к категории веб-комиксов. Такие стрипы, в зависимости от содержания, могут быть разновидностью интернет-искусства, интернет-развлечения.